# Matthäus Schiestl
Matthäus Schiestl (n. 27 martie 1869, Gnigl⁠(d), Salzburg, Austria – d. 30 ianuarie 1939, München, Germania Nazistă) a fost pictor și grafician german.

## Biografie
Schiestl s-a născut la Gnigl (Salzburg), în 1869 ca fiu al sculptorului lui Matthäus Schiestl Elder (Matthäus Schiestl cel Bătrân). În 1873, familia s-a mutat la Würzburg. Acolo, Matthäus Schiestl (fiul), precum frații săi Heinz și Rudolf, a terminat ucenicia în atelierul tatălui său. 
În 1894 a început să se pregătească la Academia de Arte Frumoase din München, unde a fost elevul lui Wilhelm von Diez și, în cele din urmă, a devenit un elev important (principal) al lui Ludwig von Löfftz. În 1905 a întreprins o călătorie educațională în Țara Sfântă și în Egipt. În 1912 a fost numit profesor.

## Omonimie pentru străzi
În 1947, Schiestlstraße, din districtul Alt-Moosach (districtul 10 - Moosach) din München, a fost redenumită după artistul vizual Matthäus Schiestl.ICON2 
Alte orașe și comune din Bavaria care au redenumit unele străzi ca Schiestlstraße sau Schiestlweg, după Matthäus Schiestl și frații săi Heinz Schiestl și Rudolf Schiestl, sunt cele de mai jos.
- Würzburg — (Schiestlstraße) — ICON2
- Nürnberg — (Schiestlstraße) — ICON2
- Erlangen — (Schiestlstraße) — ICON2
- Dorfprozelten — (Schiestlstraße) — ICON2
- Kalchreuth — (Schiestlstraße) — ICON2
- Lohr am Main — (Schiestlweg) — ICON2

## Galerie

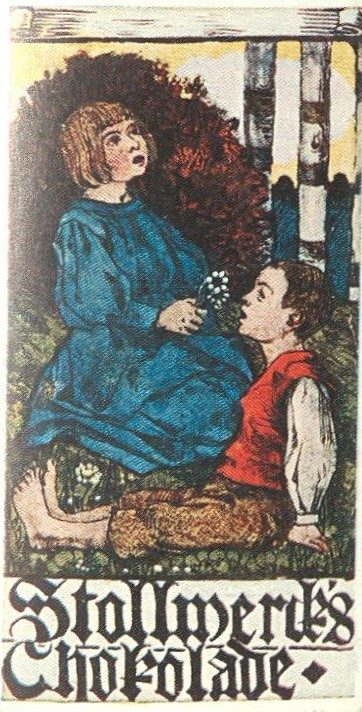
Matthäus Schiestl – Fromme Kinder (1900)
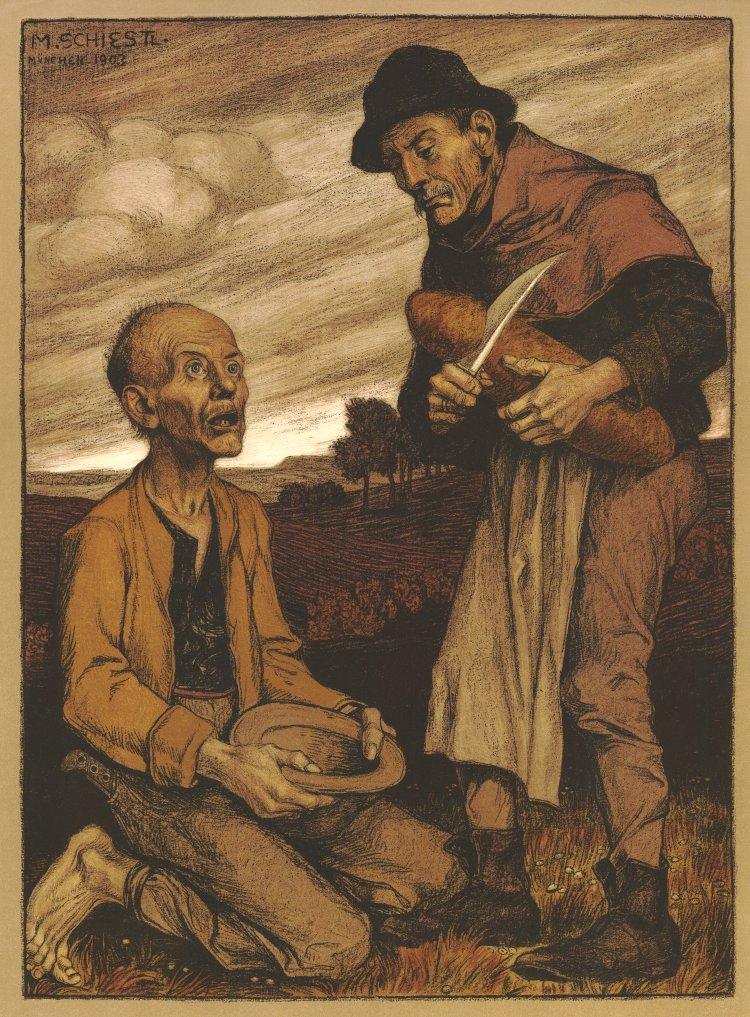
Matthäus Schiestl – Die Almosen des Armen (1903)
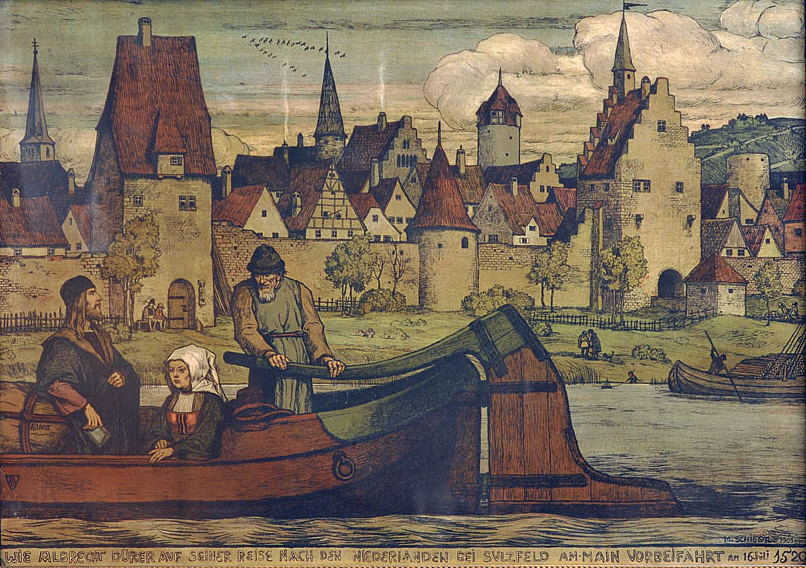
Matthäus Schiestl – Schiestl Dürer Sulzfeld (1903)
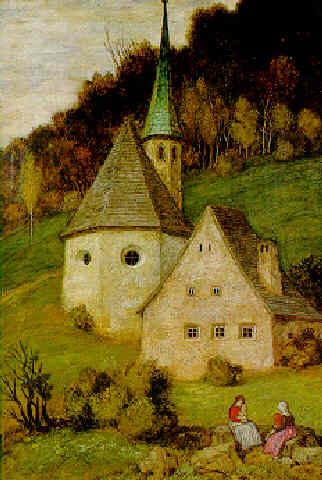
Matthäus Schiestl – Kapelle (1922)
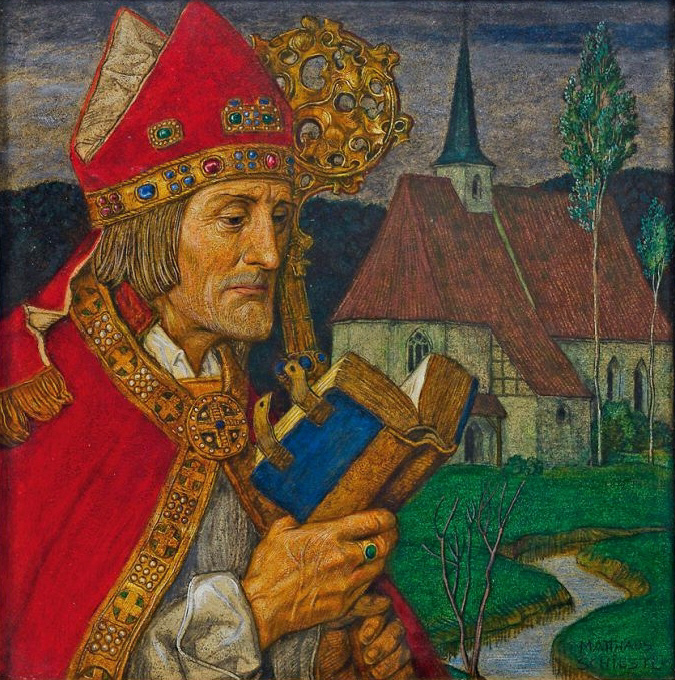
Sankt Wolfgang de Regensburg
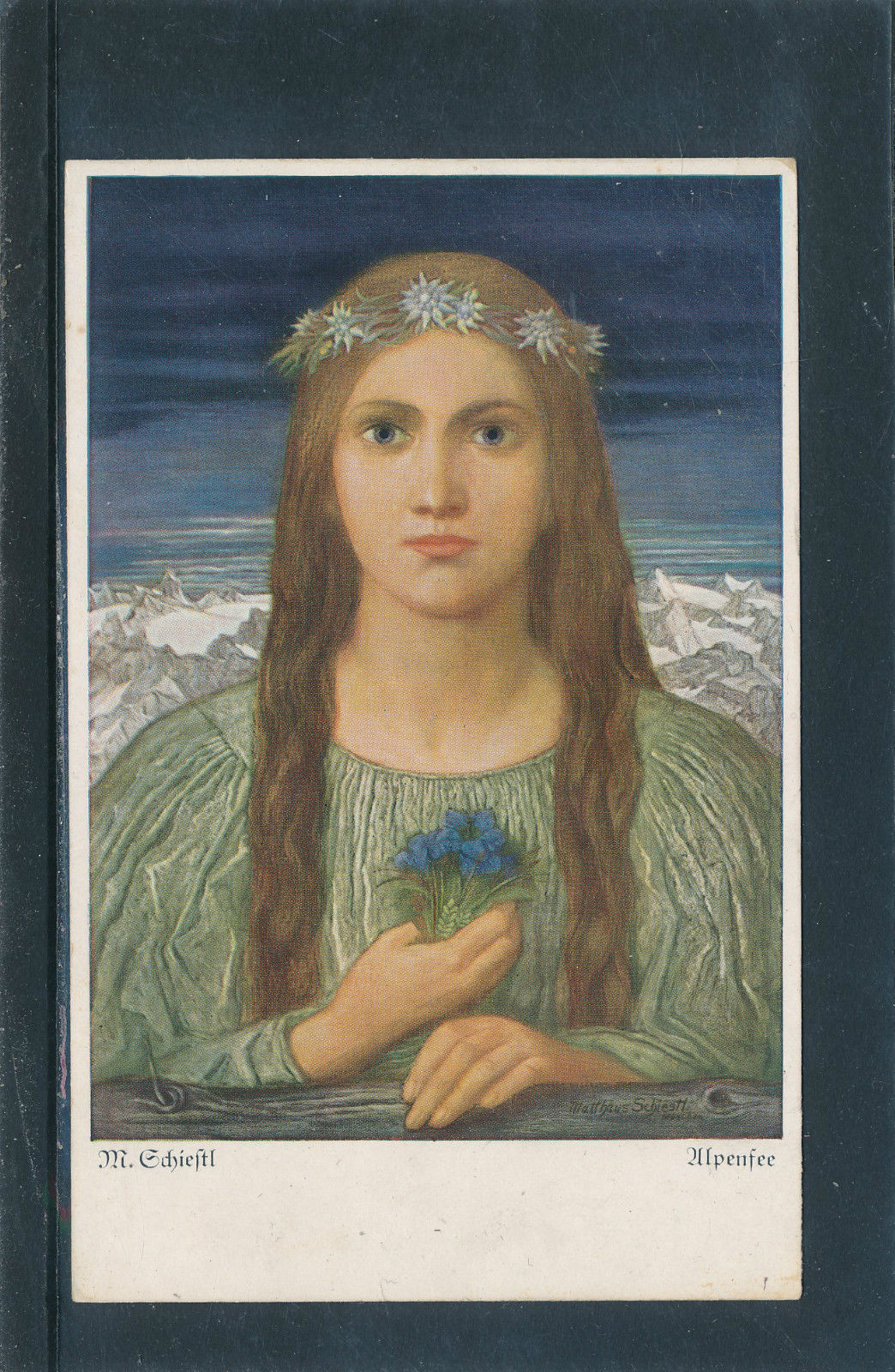
Matthäus Schiestl – Alpenfee